# Sp 7 Bangun Karya
Sp 7 Bangun Karya is een bestuurslaag in het regentschap Bengkulu Utara van de provincie Bengkulu, Indonesië. Sp 7 Bangun Karya telt 777 inwoners (volkstelling 2010).